# Мюброк
Мюброк (нім. Mühbrook) — громада в Німеччині, розташована в землі Шлезвіг-Гольштейн. Входить до складу району Рендсбург-Екернферде. Складова частина об'єднання громад Бордесгольм.
Площа — 5,30 км2 простягається до Бордешольмерського озера на півночі і включає в себе село Гогенхорст. Населення становить 552 ос. (станом на 31 грудня 2020).